# 박현성
박현성은 대한민국의 과학자로 서울시립대학교 자연과학대학 생명과학과 교수이다.

## 학력
1986년 서울대학교에서 제약학과를 졸업했고, 1988년 서울대학교 제약학과(생명약학) 석사 학위를, 1997년 Stanford University에서 분자약리학 박사 학위를 취득하였다.

## 경력
1997 – 현재 서울시립대학교 생명과학과 교수
2010 – 현재 생화학분자생물학회 대의원
2010 – 2018 BMB report editor 편집위원
2011 – 2012 미국 위스콘신 대학교 방문교수
2016   바른 과학기술 사회 실현을 위한 국민연합 수도권 공동대표
2019   여성생명과학기술포럼 회장

## 저서
1. 2016 핵심 분자생물학(원서: Principles of Molecular Biology : Burton E. Tropp 2014 Jones and Bartlett Publishers, Sudbuy MA. USA)
2. 2015 평행 우 주 속의 소녀 원재 the only women in the room; Eileen Pollack 2015 )
3. 2011 분자생물학 (원서 :Molecular Biology : Genes to Proteins Burton E. Tropp 3rd ED. 2008 Jones and Bartlett Publishers, Sudbuy MA. USA)
4. 2003 생물정보학-유전자와 단백질 분석에 관한 실용지침서

## 수상
- 2023년 한국 로레알-유네스코 여성과학자상